# Секс-бомба
Секс-бомба (енгл. bombshell, дословно „оквир бомбе”) је израз који се користи за жене које су стекле статус поп иконе неког друштва захваљујући свом сексепилу, односно спремности да га користе у својим јавним наступима кроз „провокативно” понашање и одевање. Под тиме се обично подразумевају славне жене из света музике, филма и моде. Израз се почео користити у Холивуду 1930-их, а потом се проширио и на друге земље и културе. Од 1960-их се под критиком феминистичких кругова почео мање користити, а данас преживљава као неформалан назив за сваку жену која се сматра згодном.